# Renate von Roques
Renate von Roques geborene Renate Ziegert (* 9. März 1912 in Spandau bei Berlin; † 1. Oktober 1968 in Berlin) war eine deutsche Politikerin (CDU).
Renate Ziegert besuchte die Staatliche Elisabethschule Berlin in Berlin-Kreuzberg und eine kaufmännische Privatschule. Sie arbeitete als Korrespondentin und leitete ein Berliner Anwaltsbüro. Nach der Eheschließung mit Kurt Rüdiger von Roques 1937 arbeitete sie in der Arztpraxis ihres Mannes, der in Lichterfelde wohnte, nach Kriegsbeginn Oberfeldarzt beim Generalkommando in Berlin und im Mai 1945 ernannter Bezirksbürgermeister in Berlin-Steglitz wurde und auch 1947 wieder seine Praxistätigkeit aufgenommen hatte.
Nach dem Zweiten Weltkrieg trat von Roques 1946 der CDU bei und wurde ehrenamtliche Sozialpflegerin. Bei der Berliner Wahl 1958 wurde sie in das Abgeordnetenhaus von Berlin gewählt, dem sie zunächst bis 1963 angehörte. Bei der Wahl 1967 wurde sie erneut in das Parlament gewählt, starb aber im Oktober 1968. Ihr Nachrücker im Abgeordnetenhaus wurde daraufhin Siegfried Klein.